# Кер-д’Ален (Айдахо)
Кер-д’Але́н (англ. Coeur d'Alene, МФА: [ˌkɒr dəˈleɪn]) — крупнейший и главный город округа Кутеней, штат Айдахо, США. Он является центральным населённым пунктом метрополитенского ареала Кер-д’Але́н, второго по величине в штате Айдахо. По данным переписи населения США 2020 в городе проживало 54 628 человек. Город расположен в 48 км на восток от более крупного города Спокан, население которого вместе с Кер-д’Аленом и северным Айдахо составляет 590 617 человек. Кер-д’Ален является самым крупным городом в северном Айдахском выступе. Он расположен на северном берегу озера Кер-д’Ален, длина которого составляет 40 км. Местное население называет город просто «Город у озера» (Lake City) или просто аббревиатурой: «КДА».
Город Кер-д’Ален значительно вырос за последние годы, в основном благодаря развитию туризма в регионе. Барбара Уолтерс назвала этот город «маленьким кусочком рая» и включила его в свой список самых замечательных мест, которые следует посетить. 28 ноября 2007 года телепередача Good Morning America транслировала городскую церемонию включения рождественской иллюминации, так как она является одной из самых больших в США. Кёр-д’Ален расположен вблизи двух крупных горнолыжных курортов, Силвер-Маунтин на востоке в городе Келлогг, и Schweitzer Mountain Ski Resort на севере в городе Сандпойнт.
Название города происходит от названия индейского племени кёр-д’ален, которое жило возле рек и озёр в этой местности, и было обнаружено франко-канадскими торговцами пушниной в конце 18-го — начале 19-го века. В переводе на русский язык, словосочетание Кёр-д’Ален означает Сердце иглы.

## История
Франко-канадские торговцы пушниной, предположительно, назвали местное племя индейцев «Кер-д’Ален» из уважения к их сильным навыкам ведения торговли. В литературном переводе с французского Кер-д’Ален (Coeur d’Alêne) означает «сердце иглы», что может означать «острое сердце» или «проницательный.» Другой интерпретацией выражения «Сердце Иглы» является «игольное ушко», что возможно относится к узкому месту, где озеро Кер-д’Ален дает начало реке Спокан, притоку реки Колумбия.
Местная территория была в значительной степени исследована учёным-географом Девидом Томпсоном, работавшим главой отделения Северо-Западной Компании в округе Колумбия в 1807 году. Совместное Англо-Американское владение Орегонскими землями, действовавшее согласно Англо-американской конвенции 1818 года, в конечном счёте привело к спору о границе Орегона в связи с большим притоком Американских поселенцев прибывших по Орегонскому пути. Спор закончился подписанием Орегонского договора в 1846 году, согласно которому Великобритания уступила все права на земли южнее 49-й параллели, современной границы с Канадой. Когда генерал Уильям Шерман в 1870-х годах приказал построить на озере форт, он решил назвать его Форт Кер-д’Ален, по названию близлежащего города. Позже форт был переименован в Форт Шерман, в честь генерала. Сейчас на этом месте находится колледж North Idaho.

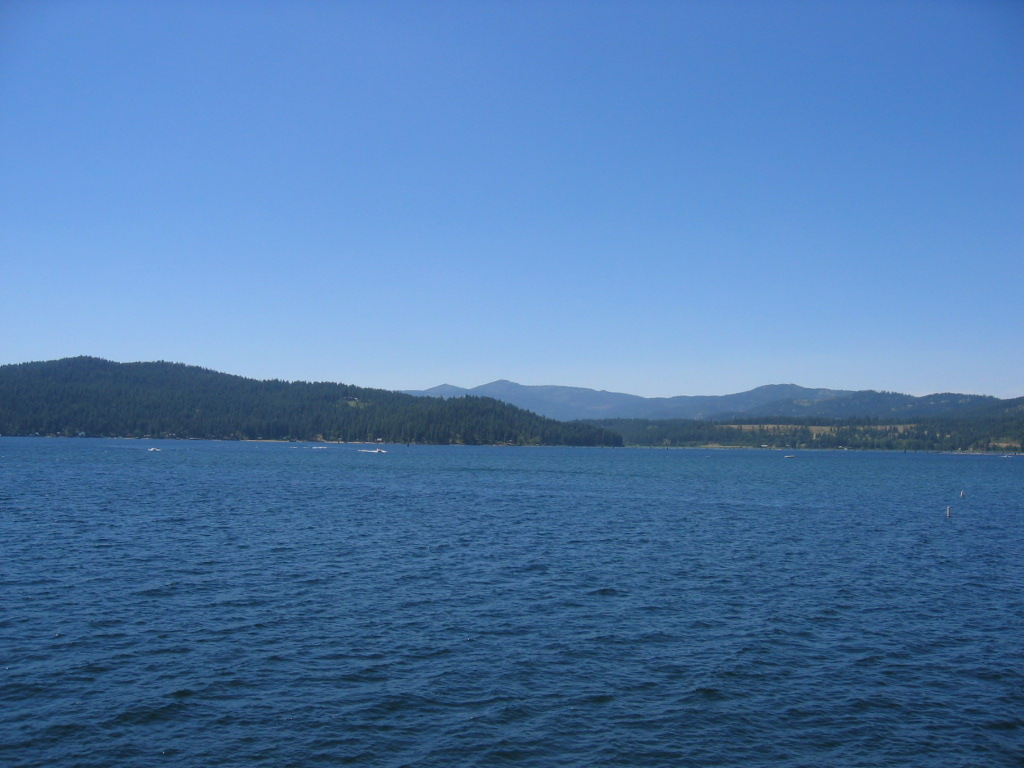
Озеро Кер-д’Ален в июле

В 1890-х, район Кер-д’Ален пережил два больших шахтерских восстания. В 1892, профсоюз обнаружил в своих рядах шпиона, нанятого владельцами, бывшего ковбоя и агента детективного бюро Пинкертона, Чарли Сиринго, что привело к столкновениям с применением огнестрельного оружия между шахтерами и представителями компании. Через несколько лет Гарри Орчард, который являлся совладельцем Шахты Геркулес в горах Кер-д’Алена, позже признавший своё участие во взрыве завода стоимостью $250,000, принадлежавшего компании Bunker Hill Mining Company возле города Варднер во время другого восстания шахтеров 1899 года, признался также в тайной, жестокой и не до конца понятной роли в событиях, получивших название Войны Рабочих Колорадо. Позже он вернулся в Айдахо и осуществил убийство бывшего губернатора штата Фрэнка Стюненберга.
В 1990 году город был награждён премией «All-America City Award» (с англ. — «Всеамериканский город») присуждаемой Национальной гражданской лигой, которую неофициально называют «Нобелевской премией за конструктивное гражданство» и которая выдается за активную гражданскую позицию жителей некорпоративных сообществ Соединённых Штатов в жизни местного самоуправления.

## География
Кер-д’Ален расположен в следующих координатах: 47°41′34″ с. ш. 116°46′48″ з. д. (47,692845, −116,779910), на высоте 660 м над уровнем моря.
По данным Бюро переписи населения США, город занимает территорию площадью 56 км² из которых 54 км² — суша и 2 км² (3,46 %) — вода.
Город Кер-д’Ален находится на западном краю
Национального Леса Кер-д’Ален. Город со всех сторон окружен лесным массивом, в котором есть несколько озёр и площадок для кемпинга.

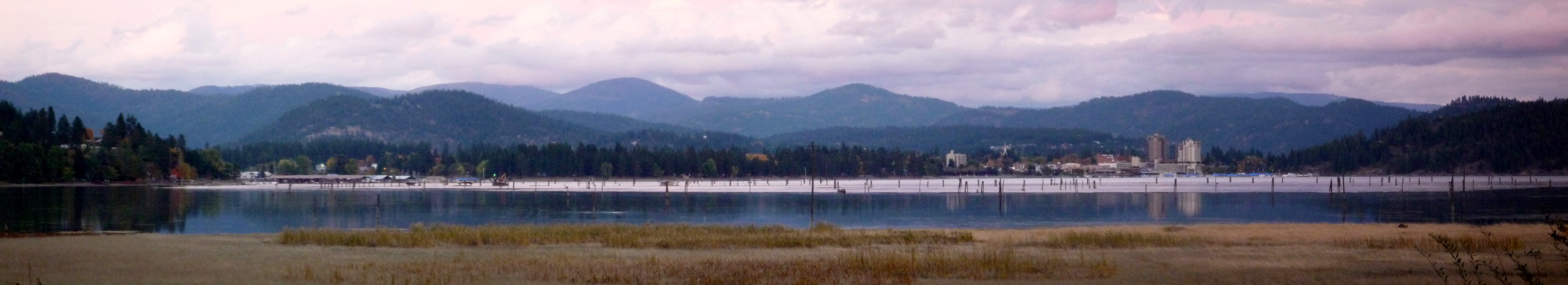
Панорама Кер-д’Ален, вид с залива Cougar Bay. Высокое здание справа — Кер-д’Ален Курорт.

### Климат
Кер-д’Ален находится в зоне Средиземноморского континентального климата (Dsb) (согласно классификации Кёппена), для которого характерна холодная, влажная погода зимой и очень теплая, сухая погода летом. Среднемесячная температура января составляет −2,0 °C, тот же показателя для августа: 20,7 °C; среднегодовая температура составляет 9,0 °C. Температура превышает отметку 32 °C на протяжении 22 дней в году, иногда достигая 38 °C, в то время как отрицательные значения достигают в ночное время значения −18 °C. За год в среднем выпадает 117 см снега. Наименьший уровень осадков наблюдается летом. Сезон без заморозков продолжается на протяжении 120 дней, с середины мая до середины сентября. 
 Согласно классификации Алисова город находится в области климата горных районов умеренных широт.
| Показатель                    | Янв.  | Фев.  | Март | Апр. | Май  | Июнь | Июль | Авг. | Сен. | Окт.  | Нояб. | Дек.  | Год   |
| ----------------------------- | ----- | ----- | ---- | ---- | ---- | ---- | ---- | ---- | ---- | ----- | ----- | ----- | ----- |
| Абсолютный максимум, °C       | 15,5  | 16,6  | 22,7 | 34,4 | 36,6 | 38,8 | 42,2 | 42,7 | 38,8 | 31,1  | 21,6  | 15,5  | 42,7  |
| Средний суточный максимум, °C | 2,6   | 5,2   | 9,6  | 13,8 | 18,6 | 22,7 | 28,5 | 28,8 | 22,6 | 14,5  | 6,8   | 1,8   | 14,6  |
| Средняя температура, °C       | −0,3  | 1,0   | 4,6  | 7,9  | 12,3 | 16,3 | 20,8 | 20,9 | 15,4 | 9,0   | 3,2   | −1,1  | 9,2   |
| Средний суточный минимум, °C  | −3,4  | −3    | −0,4 | 2,0  | 6,1  | 10,1 | 13,3 | 13,0 | 8,2  | 3,3   | −0,5  | −4,1  | 3,7   |
| Абсолютный минимум, °C        | −34,4 | −33,8 | −25  | −15  | −6,1 | −2,2 | 2,2  | 0,0  | −8,3 | −16,6 | −25   | −32,2 | −34,4 |
| Норма осадков, мм             | 81    | 57    | 60   | 45   | 54   | 49   | 20   | 21   | 26   | 53    | 91    | 95    | 658   |
| Источник: NWS                 |       |       |      |      |      |      |      |      |      |       |       |       |       |

## Население
По данным переписи населения 2000 года, в городе проживало 34 514 человек, 13 985 домохозяйств, и 8 852 семей. Плотность населения составляла 1014,9 человек/км². В городе насчитывалось 14 929 единиц жилого фонда, плотность размещения которых составила 439,0 единиц/км². Расовый состав выглядел следующим образом:
- 95,80 % Белые
- 0,22 % Черные
- 0,77 % Американские Индейцы
- 0,61 % Азиаты
- 0,09 % Островные народности
- 0,63 % другие расы
- 1,88 % принадлежат двум и более расам

2,70 % населения составили представители Латинских национальностей любой расы.
Из 13 985 домохозяйств, 31,7 % имели среди проживающих детей до 18 лет, 47,7 % проживали совместно в зарегистрированном браке, в 11,5 % главой домохозяйства была одинокая женщина, и 36,7 % несемейных граждан. 28,2 % всех домохозяйств составили одинокие люди и в 11,3 % случаев — одинокие люди в возрасте 65 лет и старше. Средний размер домохозяйства составлял 2,39, а средний размер семьи — 2,93 человека.
Возрастная структура населения выглядела следующим образом:
- 24,9 % младше 18 лет,
- 11,7 % от 18 до 24
- 27,9 % от 25 до 44
- 20,7 % от 45 до 64
- 14,8 % 65 лет и старше

Средний возраст составил 35 лет. На каждые 100 женщин приходилось 93.7 мужчины. На каждые 100 женщин в возрасте 18 лет и старше приходилось 89.3 мужчин.
Средний уровень дохода в городе составлял $33 001 доллар, а средний доход семьи — $39 491 доллар. У мужчин этот показатель составил $31 915 долларов против $21 092 долларов у женщин. Доход на душу населения в городе находился на уровне $17 454 долларов. Около 9,3 % семей и 12,8 % общего числа жителей проживали за чертой бедности, включая 13,5 % лиц в возрасте младше 18 лет и 8,1 % в возрасте 65 лет и старше.

## Экономика
Город является центром северного Айдахо в отраслях здравоохранения, образования, медиа, производства, торговли и развлечений. Несколько горнодобывающих компаний имеют в городе свои центральные отделения, среди них компания Coeur (NYSE: CDE) и Hecla Mining Company (NYSE: HL). Главным работодателем в городе является Кер-д’Ален Курорт. Также, в городе Кер-д’Ален находится главное представительство компании «Pita Pit» в США.

### Коммерческая сфера
Сфера обслуживания и торговли в городе переживает период бурного развития в последние годы, с открытием новых магазинов и мест для развлечений. Застройка Кер-д’Ален Риверстоун предлагает посетить 14-зальный кинотеатр Regal Cinemas, купить квартиру или остановиться в гостинице Hampton Inn, погулять в парке, посидеть в ресторанах и кафе и совершить покупки в розничных магазинах. Столетняя Тропа Северного Айдахо проходит через комплекс Риверстоун вдоль неработающей железной дороги. Транзитная система Citylink примыкает к северо-западному входу в комплекс Риверстоун. Гигантские статуи в виде птичьих перьев на бульваре Northwest напоминают о богатом наследии коренных жителей Кер-д’Алена. Несколько галерей искусств и кафе расположены вдоль Шерман Авеню, главной улицы Кер-д’Алена. В летний период артисты и музыканты часто выступают на площади Шермана.

## Инфраструктура

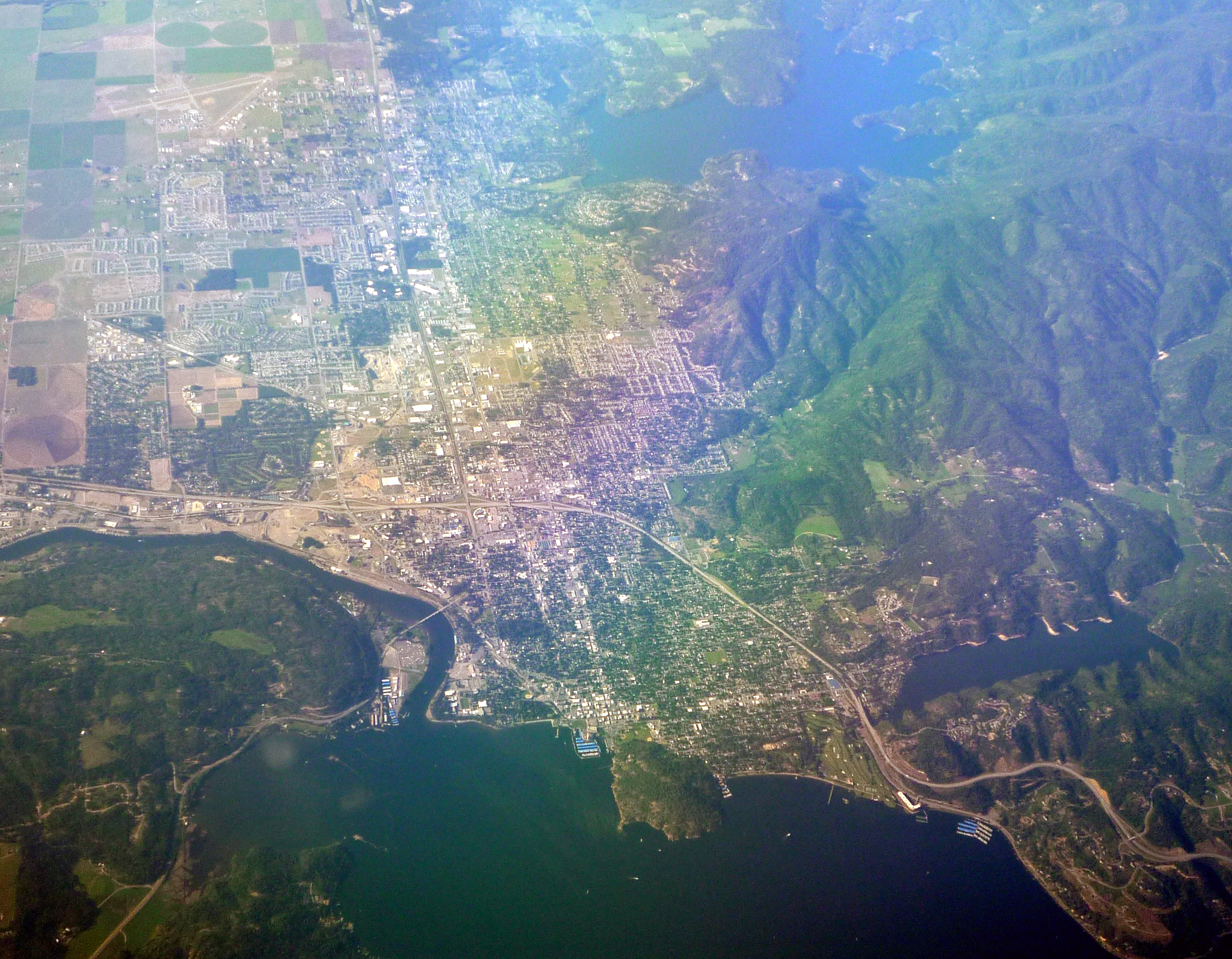
Аэрофотосъёмка города Кер-д’Ален

### Здравоохранение
Больница Kootenai Health является основным медицинским центром, обслуживающим территорию Кер-д’Алена и всего северного Айдахо. Предоставляя работу более чем 1700 сотрудникам, она также является одним из крупнейших работодателей округа Кутеней.

### Образование

#### Кер-д’Аленский Школьный Район 271
Кер-д’Аленский школьный район 271 обслуживает 10 300 студентов в двух старших школах, трех средних школах, альтернативной школе, исправительной школе и 10 начальных школах. В районе работает 550 учителей, 47 администраторов и 552 человека обслуживающего персонала, которые обеспечивают образовательный процесс для городов Кер-д’Ален, Хейден и Далтон.
В дополнении к курсам уровней Honors и Advanced Placement, высшие школы Кер-д’Ален и Лейк Сити предлагали программу International Baccalaureate, а две начальные школы работают над внедрением Программы IB Primary Years. Однако в последнее время высшая школа Кер-д’Ален прекратила обучение по бакалаврской программе из-за недостаточного финансирования.
Студенты Округа 271, которые успешно сдают тесты, имеют право на двойную регистрацию в Колледже Северного Айдахо и дополнительные и специализированные курсы в Профессиональной технической академии Ривербенд в городе Пост-Фолс.
Партнерство с полицейским отделением Кер-д’Алена обеспечивает работу пяти полицейских, контролирующих безопасность школы (school resource officers). Благодаря альянсу с Медицинским центром Кутеней, округ получает услуги семи школьных медсестер.

### Чартерная школа
В Кер-д’Алене также находится чартерная школа Coeur d'Alene Charter Academy. Целью её программы является достижение наивысших стандартов в процессе подготовки студентов к поступлению в колледж. В школе большое внимание уделяется изучению латинского языка. Для обеспечения профессиональной атмосферы образовательного учреждения, школа ввела строгую политику школьной формы для всех учащихся. Coeur d'Alene Charter Academy является общественно-финансируемым учреждением, которое открывает свои двери для всех студентов, проживающих в штате Айдахо, без ограничения по определенному району округа. Однако, школа не обеспечивает бесплатную транспортировку учащихся. Coeur d'Alene Charter Academy сейчас переживает стадию расширения, занимая соседние участки для создания дополнительных классных комнат.

### Транспорт

#### Дороги и шоссе
В город можно добраться по шоссе 90 через выезды c 11-го по 15-й. Перемещение по большей части Кер-д’Алена почти полностью возможно только на личном автотранспорте. В связи с ускоренным развитием города, начавшимся в 1990 году, относительно большое скопление автомобилей часто наблюдается на главных участках автомагистралей, таких как дорога 95 от Бульвара Нортвест на север до города Хейден, и на нескольких недостаточно развитых транспортных артериях города, таких как улицы Atlas, Ramsey, и Government Way. До строительства шоссе I-90, город обслуживался дорогой 10, которая проходила через центральную часть города. Этот путь сейчас проходит по Бульвару Нортвест и Шерман Авеню. Бывшая дорога 10, между выездами 11 и 15 сейчас известна как Шоссе 90 Бизнес.

#### Общественный транспорт
Бесплатный проезд на общественном транспорте предоставляется всем местным жителям. Все автобусы службы, которая называется Ситилинк Транзит, оборудованы с возможностью перевозки людей в инвалидных колясках, а также перевозят до 4-х велосипедов. Автобусы обслуживают городские территории округа Кутеней, отправляясь со станции Риверстоун Трансфер каждые 85 минут, семь дней в неделю, включая праздничные дни. Система состоит из пяти маршрутов:
- Urban Route A — Обслуживает города Стейт Лайн, Пост-Фолс и Кер-д’Ален.
- Urban Route B — Обслуживает Пост-Фолс, Хейден и Западный Кер-д’Ален.
- Urban Route C — Обслуживает Центр Кер-д’Алена, Фернан и Хейден.
- Rural Route — Обслуживает города Уорли, Пламмер, Тенсед и ДеСмет.
- Link Route — Соединяет станции Риверстоун и Уорли.

#### Аэропорты
Ближайшим крупным аэропортом, обслуживающим Кер-д’Ален и Северный Айдахо является Международный Аэропорт Спокан, который обслуживает 9 авиакомпаний, и расположен в 64-х километрах к западу, возле города Спокан. В Кер-д’Алене также есть местный аэропорт Кер-д’Ален — Пэппи Бойингтон Филд (KCOE), который является аэропортом общей авиации, расположенным в Хейдене, на север от города, возле дороги 95.
Городским аэропортом является Аэропорт Кер-д’Алена. Это аэропорт общей авиации, который также обслуживает население. В 1941 году Торгово-Промышленная Палата Кер-д’Алена предложила 720 акров земли в Прерии Рэтдрум для строительства аэропорта. Аэропорт Кер-д’Алена был построен в 1942 году Военными Инженерами, стоимость проекта составила более $400 000 долларов. Во время военной тренировочной программы, он планировался в качестве альтернативы аэропорту Уикс Филд (сейчас известен как Кутеней Каунти Фэйрграундс).

### Коммунальные службы
Город Кер-д’Ален предоставляет своим жителям муниципальные системы водоснабжения, канализации, уличного освещения и сбора мусора. Компания Frontier Communications обеспечивает город услугами телефонной связи, а компания Time Warner Cable — услугами кабельного телевидения. Газ и электричество поставляются в город компанией Avista Utilities.

## События и достопримечательности

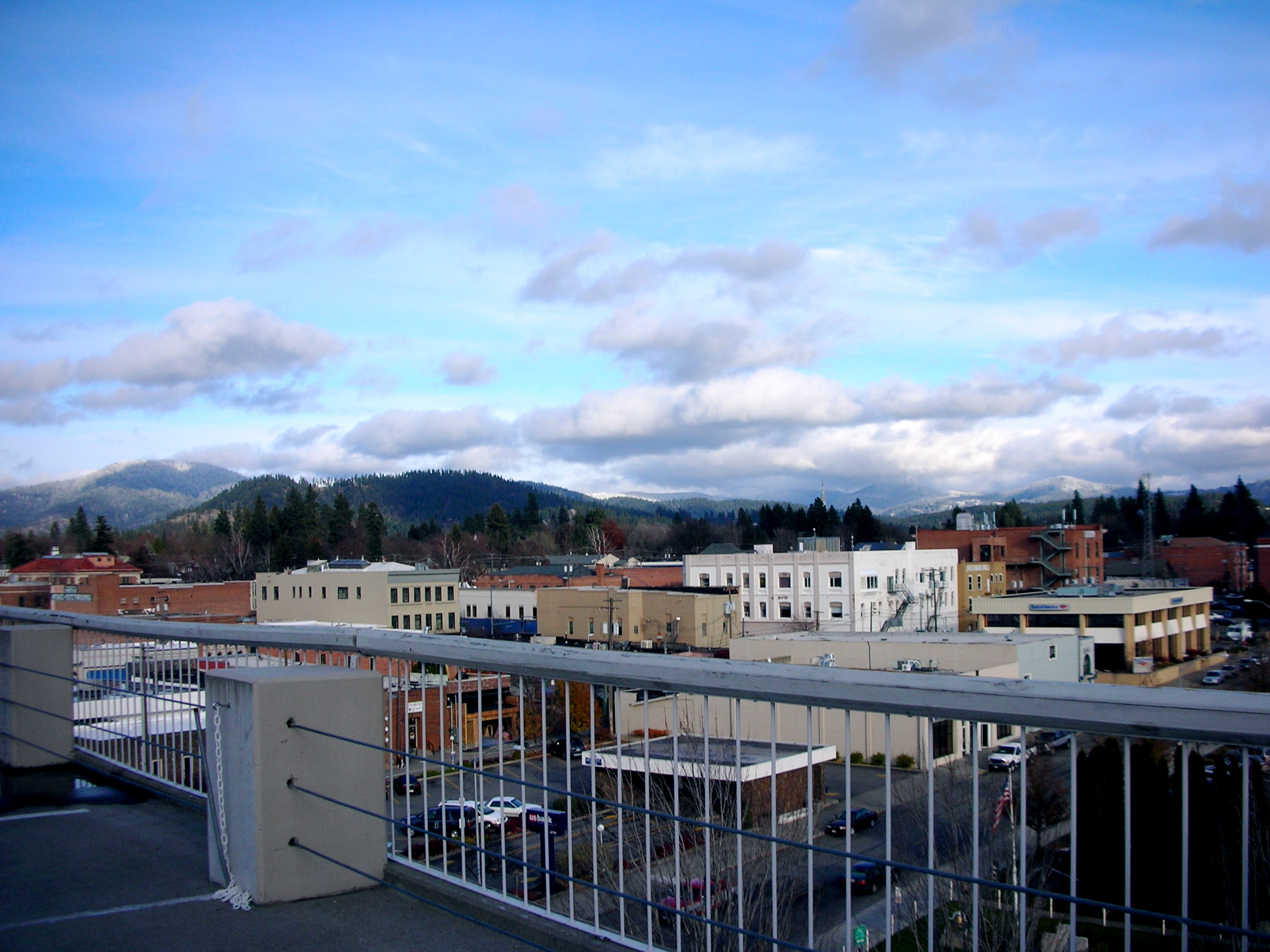
Вид на Кер-д’Ален из паркинга Кер-д’Ален Курорт

- Кер-д’Ален является местом проведения соревнований по триатлону Ironman Coeur d’Alene, которые проводятся с 2003 года. Это событие — Ironman Triathlon — проходит ежегодно в четвёртое воскресенье июня, начинается на территории Кер-д’Ален Курорт, откуда участники начинают свой маршрут с заплыва на 3900 метров по озеру Кер-д’Ален, затем проезжают 180 км на велосипеде, и заканчивают дистанцию забегом на 42.2 км.[14]
- В Кер-д’Алене проводится Христианский Молодёжный Театр (CYT).
- Ежегодно в июне, КдА проводит автомобильную выставку "Car d' Alene, " где можно увидеть как новые, так и классические модели автомобилей, восхищающих зрителей и являющихся предметом гордости своих владельцев.[15]
- Местный колледж проводил программу по обучению изобразительному искусству, под названием "Moose on the Loose (Лось на свободе), " во время которой местные художники и студенты раскрасили и декорировали около десятка статуй лосей в их натуральную величину. После украшения и оформления статуй, они были проданы на местном аукционе по сбору средств. Теперь они установлены по всему городу, начиная от центра, возле Шерман Авеню, до Гавермент Вэй на границе КдА и Хейдена. Лось стал визитной карточкой города, а также популярным сувениром, использующимся в поисковых играх.[16]

Плавающая 14-я лунка

- Кер-д’Ален стал излюбленным местом энтузиастов игры в гольф. Кер-д’Аленское поле для гольфа считается одним из лучших в США. Его 14-я лунка предлагает поиграть на единственном в мире плавающем участке.[17]
- Кер-д’Ален находится в списке городов, где планируется провести следующую встречу APEC.
- Столетняя Тропа Северного Айдахо проходит через Кер-д’Ален.

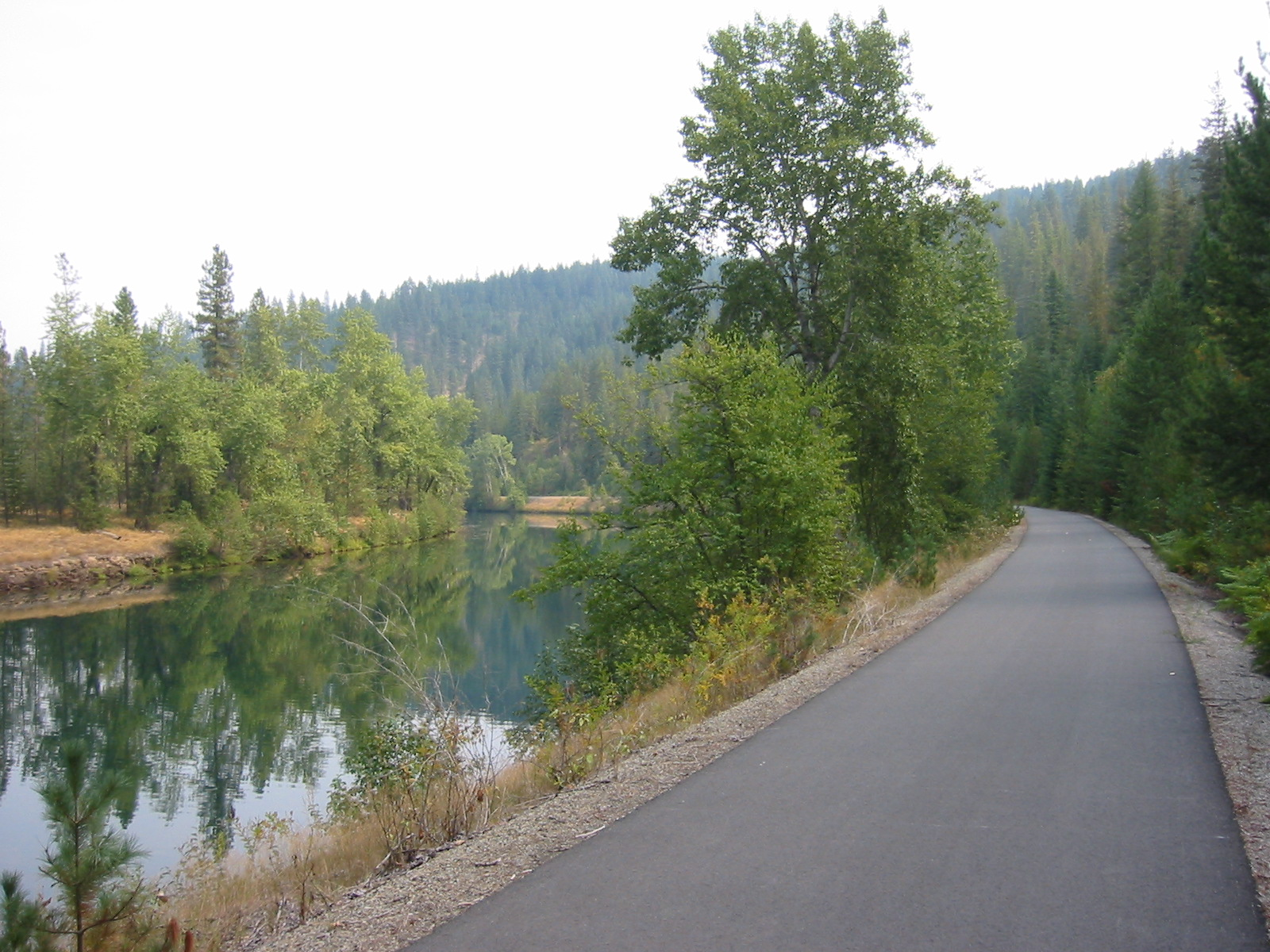
Тропа Кер-д’Алена

- Кер-д’Ален и окружающая его местность предлагает широкий выбор возможностей для активного отдыха: катание на горном велосипеде, пешие прогулки, кемпинг, охота, рыбалка, и т. д. На север от города находится курорт Маунтен Эйр, где можно в природных условиях разбить лагерь, поохотиться и порыбачить. Посетители могут остановиться здесь и насладиться «настоящим» Северным Айдахо. Отличный опыт для любителей отдыха в лесной местности.
- В Кер-д’Алене находится женская лига по бегу на роликовых коньках Snake Pit Derby Dames. Сезон соревнований приходится на месяцы с марта по ноябрь, матчи лиги привлекают большое количество зрителей.[18]
- Ежегодно, в пятницу после Дня Благодарения, проходит Городская церемония включения рождественской иллюминации, во время которой проводятся парады и фейерверки, а местные предприниматели раздают особые праздничные свечи.

## В популярной культуре
- Певец и автор песен Бен Арнольд записал песню «Кер-д’Ален», которая включена в альбом «Лучшее от Бена Арнольда».
- Двенадцатая композиция третьего альбома AB III группы Alter Bridge названа в честь города.
- Кер-д’Ален неоднократно упоминается в Северо-западной Трилогии романов Гарольда Ковингтона в качестве места, где началось Северо-западное восстание.
- В книге Walk Two Moons, Кер-д’Ален является местом, через которое путешествует главный персонаж — Salamanca Tree Hiddle.
- В 4-й книге из серии Net Force «Предел» писателя Тома Клэнси, (ISBN 0-425-17693-2) персонаж скрывается на объекте организации Арийских Наций (сейчас разрушенном) возле города Хейден Лейк (в книге упоминается как Кер-д’Ален).
- Кер-д’Ален упоминался в романе Сэма Борна Справедливые Мужчины в качестве места, через которое быстро проезжал главный герой. В книге говорилось о том, что город Кер-д’Ален является домом организации Арийские Нации. Однако, на самом деле, штаб Арийских Наций находился возле соседнего города Хейден Лейк, а не в самом Кер-д’Алене. Этого штаба уже нет в Хейден Лейк, по причинам судебных исков и банкротства Арийских Наций.
- Кер-д’Ален является вымышленным домом Лизы Киммел Фишер (персонажа, которого играет актриса Лили Тэйлор) из сериала компании HBO «Клиент всегда мёртв».
- Кер-д’Ален упоминается в десятой серии первого эпизода сериала Кости, «Женщина в аэропорту».
- Кер-д’Ален упоминается в тексте песни Гэри Джулса «Вичита»: «Все замерзло на север от Вичиты, я стою на этой остановке в Кер-д’Алене.»
- Кер-д’Ален упоминается в песне Крылья Джоша Риттера.
- Песня Айрис Демент «Easy's Gettin' Harder Every Day» из альбома 1994 года My Life говорит о главной героине, которая сожалеет, что «никогда не доберется до Кер-д’Алена».
- Указан, как одно из мест которые необходимо посетить в книге Патрисии Шульц 1000 мест, которые необходимо посетить до своей смерти.[19]
- Главный персонаж пьесы Нила ЛаБюта Обломки родился в Кер-д’Алене.[20]
- Главные герои фильма «Дымовые сигналы», основанном на сценарии Шермана Алекси, являются индейцами племени кордален.
- Место действия событий детской книги «Маджи и Милли», написанной Сьюзан Нипп. Иллюстрации — Чарльз Ризонер.[21]
- Вторая песня из музыкального альбома, выпущенного 1 января 2010 года, на студии Саб Поп Рекордз, независимой группой из Сиэтла «Голова и сердце» (такое же имя и у альбома) названа именем города.
- Кер-д’Ален является местом действия событий фильма «История странного подростка», написанного и поставленного Региной Кросби. Она выросла в Кер-д’Алене и этот фильм основан на реальных событиях, в которых она принимала участие во время обучения в высшей школе.

## Города-побратимы
- Канада: Крэнбрук (Британская Колумбия)